# Жагабулак
Жагабула́к (каз. Жағабұлақ) — село у складі Мугалжарського району Актюбінської області Казахстану. Адміністративний центр Батпаккольського сільського округу.
Населення — 1284 особи (2021; 1253 у 2009, 1231 у 1999, 1096 у 1989).